# 伊萊爾 (密蘇里州)
伊萊爾（英語：Elayer）是位於美國密蘇里州克勞福德縣的非建制地區。

## 地理
伊萊爾所處的海拔為高於海平面317米（即1040英呎），而該地所採用的時區為UTC-6，即北美中部時區（CST）。同時該地設有夏令時間，為UTC-6調快一小時，即UTC-5（CDT）。